# Phuneral
Phuneral — седьмой микстейп российского хип-хоп-исполнителя Pharaoh, самостоятельно выпущенный 24 августа 2018 года. В поддержку альбома был выпущен сингл «Smart» 8 августа 2018 года. В микстейпе приняли участие группа «Рубль», Сергей Шнуров, Big Baby Tape и Noa. Хип-хоп-портал The Flow поместил альбом на 34 строчку «50 отечественных альбомов 2018».

## Предыстория
20 июля 2018 года Pharaoh опубликовал в Твиттере отрывок песни «Дефект».
8 августа 2018 года был опубликован единственный сингл и клип с микстейпа, «Smart».
В ночь с 21 на 22 августа в историях Instagram Pharaoh сообщил, что микстейп выйдет на неделе.

## Список треков
| №                   | Название                                    | Продюсер(ы)           | Длительность |
| ------------------- | ------------------------------------------- | --------------------- | ------------ |
| 1.                  | «Дефект»                                    | Pharaoh               | 2:32         |
| 2.                  | «Смарт»                                     | Meep                  | 2:27         |
| 3.                  | «10:0 фристайл»                             | Pharaoh Bryte         | 2:43         |
| 4.                  | «Флешгроб» (при участии РУБЛЬ)              | РУБЛЬ                 | 1:30         |
| 5.                  | «Откровение успешного человека»             | White Punk            | 2:36         |
| 6.                  | «Омертвение»                                | FrozenGangBeatz       | 2:36         |
| 7.                  | «Солярис» (при участии Сергея Шнурова)      | Pharaoh Сергей Шнуров | 3:02         |
| 8.                  | «Мой кайф»                                  | DIMVRS Pharaoh        | 2:41         |
| 9.                  | «Последний трек на стене»                   | White Punk            | 2:51         |
| 10.                 | «Шипучка» (при участии Big Baby Tape)       | Meep                  | 3:00         |
| 11.                 | «1996»                                      | Meep                  | 2:40         |
| 12.                 | «RAW 2»                                     | White Punk            | 3:07         |
| 13.                 | «Пэрис Хилтон хоум видео» (при участии Noa) | White Punk            | 2:55         |
| 14.                 | «Лантана»                                   | LOSTSVUND             | 1:58         |
| 15.                 | «Пломбир (Bonus Track)»                     | Meep                  | 2:42         |
| Общая длительность: | Общая длительность:                         | Общая длительность:   | 39:09        |

## Чарты
| Чарты (2018)         | Высшая позиция |
| -------------------- | -------------- |
| Россия (Apple Music) | 1              |
| Россия (iTunes)      | 2              |
| GooglePlay           | 8              |

| Чарты (2018)         | Песня    | Высшая позиция |
| -------------------- | -------- | -------------- |
| Россия (Apple Music) | Мой кайф | 8              |
| ВКонтакте            | Мой кайф | 1              |